# Dahlheim
Dahlheim ist eine Ortsgemeinde im Rhein-Lahn-Kreis in Rheinland-Pfalz. Sie gehört der Verbandsgemeinde Loreley an, die ihren Verwaltungssitz in St. Goarshausen hat. Seit 2002 ist Dahlheim Teil des UNESCO-Welterbe Oberes Mittelrheintal.

## Geographie

### Lage
Dahlheim liegt im westlichen Hintertaunus, auf der rechten Rheinhöhe im UNESCO-Welterbe Oberes Mittelrheintal in relativer Nähe der Städte Koblenz, Wiesbaden und Mainz. Durchflossen wird die Ortschaft vom Dahlheimer Bach, einem Quellbach des Rhein-Nebenflusses Wellmicher Bach. Etwa 3 km nördlich befinden sich die maximal 456,6 m ü. NHN hohen Dachsköpfe, zwei Erhebungen, die zum Gemeindegebiet Osterspai gehören.

### Nachbargemeinden
Nachbargemeinden von Dahlheim sind – im Uhrzeigersinn – Gemmerich, Eschbach, Weyer, St. Goarshausen, Prath, Lykershausen, Kamp-Bornhofen und Osterspai.

## Geschichte
Die Siedlungsgeschichte von Dahlheim reicht bis in die Römerzeit zurück. Am Engelborn, unweit der jetzigen Ortslage, bewirtschafteten sie einen Gutshof, dessen Überreste 1909 durch den damaligen Ortspfarrer Pfaff entdeckt wurden. Der Hof wurde offensichtlich um 260 n. Chr. aufgegeben, als der schützende Obergermanisch-Raetische Limes unter dem Ansturm der Germanen gefallen war, und die Römer sich vom rechten Rheinufer zurückziehen mussten.
Das heutige Dahlheim kann mit seiner Entstehung in fränkischer Zeit auf eine rund 1500-jährige Geschichte zurückblicken. Das älteste schriftliche Zeugnis zur Ortsgeschichte stammt aus dem Jahr 1105, als Kaiser Heinrich IV. dem Kloster St. Pantaleon in Köln einen Hof „im Dorf Dahlheim, gelegen im Einrichgau und in der Grafschaft Ludwigs, des Grafen von Arnstein“ schenkte. Dahlheim bestand in früher Zeit wohl aus zwei Ortsteilen, denn das Wormser Stift St. Martin zählte 1110 noch zwei Orte dieses Namens zu seinem Zehntbezirk, der das später kurtrierische Gebiet auf dem rechten Rheinufer umfasste. Letztmals wird im Jahr 1350 von den „zwey Dahlheim“ berichtet, die dann wohl zu einem Ort zusammenwuchsen.
Um 1354 konnten die Trierer Kurfürsten, die gleichzeitig Erzbischöfe waren, ihre Landeshoheit auch auf ein kleines Gebiet auf dem rechten Rheinufer ausdehnen und Dahlheim wurde für fast 450 Jahre trierisch bis zum Jahr 1803.
Kirchlich gehörte es zur Großpfarrei Boppard, bis im 13./14. Jahrhundert für die Dörfer Kestert, Prath und Dahlheim eine eigenständige Pfarrei geschaffen wurde. Amtssitz des Pfarrers wurde Dahlheim, das kleine Dorf, das 1498 nur zehn Feuerstellen (Haushalte) aufzuweisen hatte. Ab 1580 wurde die „pastoria“ einem Pfarrer in Kestert verliehen. Von der Dahlheimer Jacobus-Kirche hörte man 1681, sie sei „in gutem Stande, wird aus ihren Einnahmen erhalten; was fehlt ergänzt die Bürgerschaft“. Das scheint sich in den folgenden 100 Jahren jedoch geändert zu haben, denn im Jahr 1818 musste das Gotteshaus wegen Einsturzgefahr abgerissen werden. 1837 begann man mit dem Neubau, und am 17. Mai 1839 konnte das heutige Kirchengebäude eingeweiht werden.
Ab wann Dahlheims Kinder eine Schule besuchten ist nicht belegt. Die Schulchronik nennt als ersten Lehrer einen Antonius Emmel, der bis 1799 amtierte. Sein Nachfolger Hubertus Nick übernahm 46 Schüler und erhielt seine Besoldung in Naturalien, dazu je Kind jährlich einen Gulden und zwei Brote. Außerdem hatte jedes Kind zwei Scheite Holz pro Tag zu liefern. Unterricht erteilte Nick von Allerheiligen bis Ostern, wobei nur die sieben- bis zwölfjährigen Kinder schulpflichtig waren.
Aufgrund der Rheinbundakte wurde Dahlheim 1806 dem Herzogtum Nassau einverleibt. Das nassauische Schulgesetz von 1817 schaffte die Naturalbesoldung der Lehrer ab, führte den ganzjährigen Unterricht ein und erweiterte die Schulpflicht auf die Sechs- bis Vierzehnjährigen. 1822 schien das Schulgebäude dem Vorbild der alten Kirche folgen zu wollen: Die Nordwand drohte einzustürzen. Mit einer eisernen Stange, die durch das Schulzimmer gezogen wurde, und einigen weiteren Reparaturen rettete man den Bau über die nächsten Jahrzehnte. Doch 1888 war angesichts der vielen Sprünge und Risse, eines feuchten Schulsaales und abfallender Putzflächen der Abriss unumgänglich. Zwei Jahre musste der Unterricht im Saal des Gastwirtes Klein stattfinden, bis am 25. Juli 1890 die neue Schule bezogen werden konnte. 88 Jahre später wurde die Dahlheimer Schule aufgelöst, um in die Loreleyschule eingegliedert zu werden. Seit 1998 existiert in Dahlheim wieder eine Grundschule für die Gemeinden Dahlheim, Prath, Lykershausen, Weyer und Nochern.
1866 wurde Dahlheim nach dem Deutsch-Deutschen Krieg preußisch. Die Einwohnerzahl des Ortes hat sich zwischen 1808 und 1895 von 293 auf 556 fast verdoppelt. Dem „Geographischen Führer für den Regierungsbezirk Wiesbaden“ von 1872 ist zu entnehmen, dass in Dahlheim „zwei Mahl- und eine Oelmühle, Kram-, Gast- und Schenkläden, Weinbau, Landbau und Viehzucht“ betrieben wurden. Kurz zuvor, im Jahre 1870, war mit der Stilllegung der Grube „Morgenröthe“ die Bergbautradition Dahlheims zum Erliegen gekommen.
Bis zur Neuzeit ging eine Veränderung der Erwerbsstruktur einher. Früher lagen die Haupterwerbsquellen neben dem Handwerk in Landwirtschaft, Waldarbeit und Bergbau. Heute ist ein Großteil der Einwohner auswärts beschäftigt. Landwirtschaft wird mit einer Ausnahme nur noch im Nebenerwerb betrieben.
Nach dem Ersten Weltkrieg gehörte Dahlheim bis zum Abzug der Franzosen 1929 zur französischen Besatzungszone, wie auch während der Besatzungszeit nach dem Zweiten Weltkrieg.

## Bevölkerung

### Einwohnerentwicklung
Mit Beginn des letzten Jahrhunderts setzte ein stetiges Wachstum der Gemeinde ein. Die Einwohnerzahl betrug 1808 noch 293, wuchs bis 1895 auf 556 und erreicht heute annähernd die 1000.
Statistik zur Einwohnerentwicklung
Die Entwicklung der Einwohnerzahl, die Werte von 1871 bis 1987 beruhen auf Volkszählungen:
| Jahr | Einwohner |
| 1815 | 360       |
| 1835 | 418       |
| 1871 | 493       |
| 1905 | 606       |
| 1939 | 714       |
| 1950 | 796       |

| Jahr | Einwohner |
| 1961 | 739       |
| 1970 | 906       |
| 1987 | 933       |
| 2005 | 914       |
| 2021 | 790       |

## Religion
78 Prozent der Einwohner sind römisch-katholischen Glaubens, 13 Prozent evangelisch und 9 Prozent gehören einer anderen Religion an oder sind konfessionslos.
Im Februar 2018 haben sich die zehn ehemals selbständigen Pfarreien St. Martin (Osterspai), St. Margaretha (Filsen), St. Nikolaus (Kamp-Bornhofen), St. Jakobus der Ältere (Dahlheim), St. Georg (Kestert), St. Martin (Wellmich), St. Johannes der Täufer (St. Goarshausen), St. Nikolaus (Kaub), St. Peter und Paul (Nastätten) sowie St. Florin (Strüth) zu der der neu gegründeten römisch-katholischen Pfarrei „Heilige Elisabeth von Schönau“ mit Sitz in Kamp-Bornhofen zusammengeschlossen, sie gehört zum Bistum Limburg.

## Politik

### Gemeinderat
Der Gemeinderat in Dahlheim besteht aus zwölf Ratsmitgliedern, die bei der Kommunalwahl am 9. Juni 2024 in einer Mehrheitswahl gewählt wurden, und dem ehrenamtlichen Ortsbürgermeister als Vorsitzendem.

### Bürgermeister
Ortsbürgermeister von Dahlheim ist Marco Jost. Bei der Direktwahl am 26. Mai 2019 wurde er mit einem Stimmenanteil von 77,82 % gewählt und damit Nachfolger von Dennis Maxeiner (CDU), der das Amt zehn Jahre ausgeübt hatte. Bei der Direktwahl am 9. Juni 2024 wurde er als einziger Bewerber mit 69,6 % für weitere fünf Jahre in seinem Amt bestätigt.
Maxeiner war 2009 am Tag seiner ersten Wahl zum Ortsbürgermeister 23 Jahre und sechs Tage alt. Damit war er zu diesem Zeitpunkt der jüngste Bürgermeister Deutschlands und der jüngste Bürgermeister in der Geschichte des Landes Rheinland-Pfalz.
Die Kommunalwahlen am 7. Juni 2009 hatten in Dahlheim kein vollständiges Ergebnis gebracht: es hatte sich kein Kandidat zur Ortsbürgermeisterwahl gestellt. Der damals noch 22 Jahre alte Dennis Maxeiner (CDU) bekam bei den Wahlen des Gemeinderates die meisten Wählerstimmen. Auch wurde er in den Verbandsgemeinderat der Verbandsgemeinde Loreley gewählt. Am 13. August 2009 hatte er seinen 23. Geburtstag, was ihn laut Paragraph 53 der rheinland-pfälzischen Gemeindeordnung erst berechtigte, für das Amt des Bürgermeisters zu kandidieren beziehungsweise gewählt zu werden. Bei der konstituierenden Sitzung des Gemeinderats am 19. August 2009 stellte Maxeiner sich zur Wahl des Ortsbürgermeisters – elf der zwölf Ratsmitglieder stimmten für ihn.

### Bürgermeister seit 1945
| 1946–1969 |  | August Veltens                  |
| 1969–1979 |  | Alois Klein (CDU)               |
| 1979–1985 |  | Raimund Friesenhahn (SPD)       |
| 1985–2006 |  | Reinhold Jost (SPD)             |
| 2006–2009 |  | Detlev Seifert (SPD)            |
| 2009–2019 |  | Dennis Maxeiner (CDU)           |
| seit 2019 |  | Marco Jost (Wahlvorschlag Jost) |

### Wappen
| Wappen von Dahlheim | Blasonierung: „Schild gespalten, links geteilt. Vorne mit Silber zwei schräggekreuzte Pilgerstäbe, belegt mit silberner Muschel; hinten oben in blauem, mit goldenen Schindeln bestreutem Feld ein rotbewehrter und – gezungter goldener Löwe, unten in Silber rotes Balkenkreuz.“ |
| Wappen von Dahlheim | Wappenbegründung: Die rechte Hälfte des Wappens spiegelt die tiefe Verwurzelung der Gemeinde mit dem römisch-katholischen Glauben und dem Kirchenpatron St. Jakobus wider; links oben zeigt den Nassauer Löwen, da Dahlheim zwar eine kurze, aber doch prägende Zeit Teil des Herzogtums Nassau war (1803–1866); links unten zeigt das Kreuz des Kurfürstentums Trier, dem Dahlheim fast 450 Jahre angehörte (1354–1803). |

## Infrastruktur
Neben einem Kindergarten ist die Josef-Guggenmos-Grundschule hier ansässig. Das Gemeindezentrum weist einen Kunstrasenplatz, einen Tennisplatz, einen Kleinfeldrasen sowie eine Mehrzweckhalle auf.

## Kultur und Sehenswürdigkeiten

### Musik
Dahlheim beheimatet die überregional bekannten Vereine der Feuerwehrkapelle Dahlheim 1964 e. V. und des Gesangvereins Cäcilia 1879 Dahlheim e. V.

### Bauwerke
Die katholische Kirche St. Jakobus d. Ä. wurde von 1838 bis 1840 als klassizistischer Saalbau über einem 1818 abgerissenen Vorgängerbau errichtet.
Siehe auch: Liste der Kulturdenkmäler in Dahlheim